# Herpestomus impressus
Herpestomus impressus är en stekelart som beskrevs av Carl Gustav Alexander Brischke 1865. Herpestomus impressus ingår i släktet Herpestomus och familjen brokparasitsteklar. Inga underarter finns listade i Catalogue of Life.